# Helfried Pfeifer
Helfried Pfeifer (* 31. Dezember 1896 in Wien; † 26. Juli 1970 in Schwarzach/St. Veit) war ein österreichischer Politiker (VdU/FPÖ) und Universitätsprofessor. Er war von 1949 bis 1959 Abgeordneter zum Nationalrat.
Pfeifer besuchte nach der Volksschule das Gymnasium in Wien-Hietzing und studierte im Anschluss an der Universität Wien und der Universität Innsbruck. Er schloss sein Studium mit der Promotion zum Doktor ab. 1922 trat Pfeifer in den politischen Verwaltungsdienst ein und wurde 1935 Dozent für Verwaltungslehre und Verwaltungsrecht an der Universität Wien. Am 30. Mai 1938 beantragte er die Aufnahme in die NSDAP und wurde rückwirkend zum 1. Mai desselben Jahres aufgenommen (Mitgliedsnummer 6.104.797), im selben Jahr wurde seine Dozentur auf Staatslehre und Staatsrecht erweitert. Er stieg 1940 zum außerordentlichen Universitätsprofessor auf und wurde 1944 ordentlicher Universitätsprofessor für Staats- und Verwaltungsrecht. Nach dem Zweiten Weltkrieg wurde Pfeifer 1945 aus dem Universitätsdienst entlassen und 1948 nach dem Stande von 1938 als Landesregierungsrat in den Ruhestand versetzt. Im Jahr 1965 erfolgte seine (Wieder)ernennung zum ordentlichen Professor an der Universität Wien.
Als NS-Verwaltungsjurist hat Pfeifer 1941 unter dem Titel Die Ostmark. Eingliederung und Neugestaltung eine Sammlung von grundlegenden Rechtstexten herausgegeben und zustimmend kommentiert, die die Umwandlung des einst unabhängigen Österreich in die nationalsozialistische Ostmark dokumentieren. 
Nach dem Zweiten Weltkrieg vertrat Pfeifer den rechtsradikalen Verband der Unabhängigen bzw. die Wahlpartei der Unabhängigen zwischen dem 8. November 1949 und dem 8. Juni 1956 im Nationalrat und war im Anschluss bis 9. Juni 1959 Nationalratsabgeordneter der ebenfalls rechtsgerichteten Nachfolgepartei FPÖ. Nach seinem Ausscheiden aus dem Parlament 1959 wurde ihm das Große Verdienstkreuz für Verdienste um die Republik Österreich verliehen.